# Only When I Sleep
"Only When I Sleep" er en sang af det keltiske folkrockband The Corrs. Det er den første single fra deres andet album Talk on Corners, og den blev udgivet i oktober 1997. Sangen fokuserer på at være forelsket i en person i en drøm og altså ikke en virkelig person. Nummeret er også inkluderet i opsamlingsalbummet Dreams: The Ultimate Corrs Collection fra 2006.
Singlen nåede #10 på Irish Singles Chart og #58 på UK Singles Chart.

## Spor
1. "Only When I Sleep" (radio edit) – 3:50
2. "Only When I Sleep" – 4:23
3. "Remember" – 4:02
4. "Only When I Sleep" (instrumental) – 4:23

## Musikvideo
Musikvideoen til "Only When I Sleep" er i en mere glamourøs stil end deres tidligere videoer, Den er filmet på Alexandria Hotel i Los Angeles d. 12. september 1997. Hotellet var meget populært i Hollywoods tidlige dage mange berømte personer som Charlie Chaplin, Sarah Bernhardt, Rudolph Valentino, Douglas Fairbanks og Cecil B. DeMille samt Theodore Roosevelt og Winston Churchill har boet der. Det er forladt i dag, men bliver stadig brugt som kulisse til mange film og tv-serier (som f.eks. The X-Files) og andre musikvideoer som (like Hansons "This Time Around").
Instruktøren, Nigel Dick, mødte Jim tilfældigt i Los Angeles lufthavn. Han har instrueret musikvideoer for mange andre kunstnere heriblandt R.E.M., Cher, Oasis, Tears for Fears og Alice Cooper.

## Hitlister
| Hitliste                      | Højeste placering |
| ----------------------------- | ----------------- |
| Australian ARIA Singles Chart | 34                |
| Irish Singles Chart           | 10                |
| Spanien (Los 40 Principales)  | 1                 |
| UK Singles Chart              | 58                |